# The Frozen Tears of Angels
The Frozen Tears of Angels é o oitavo álbum de estúdio da banda italiana de power metal sinfônico Rhapsody of Fire. Foi lançado em 30 de abril de 2010 pela Nuclear Blast. É o primeiro álbum a ser lançado após um longo hiato, causado por uma disputa legal com a gravadora anterior da banda, Magic Circle Music. O álbum conceitual é o terceiro capítulo de The Dark Secret Saga, que começou com Symphony of Enchanted Lands II: The Dark Secret.
A arte do álbum foi criada pelo artista colombiano Felipe Machado Franco.
Em 2021, foi eleito pela Metal Hammer como o 13º melhor álbum de metal sinfônico de todos os tempos.

## Lista de Faixas
Todas as letras escritas por Luca Turilli, todas as músicas compostas por Alex Staropoli and Turilli, exceto quando notado.
| N.º            | Título                                               | Duração |  |
| 1.             | "Dark Frozen World (intro)"                          | 2:13    |  |
| 2.             | "Sea of Fate"                                        | 4:49    |  |
| 3.             | "Crystal Moonlight"                                  | 4:26    |  |
| 4.             | "Reign of Terror"                                    | 6:53    |  |
| 5.             | "Danza di Fuoco e Ghiaccio" ("Dança de Fogo e Gelo") | 6:26    |  |
| 6.             | "Raging Starfire"                                    | 4:57    |  |
| 7.             | "Lost in Cold Dreams"                                | 5:14    |  |
| 8.             | "On the Way to Ainor"                                | 6:59    |  |
| 9.             | "The Frozen Tears of Angels"                         | 11:17   |  |
| Duração total: | Duração total:                                       | 53:03   |  |

| Faixas bônus da edição japonesa |                                       |         |  |
| N.º                             | Título                                | Duração |  |
| 10.                             | "Labyrinth of Madness (instrumental)" | 3:58    |  |
| 11.                             | "Immortal New Reign"                  | 5:29    |  |
| Duração total:                  | Duração total:                        | 1:01:03 |  |

| Faixa bônus da edição digipack |                                                               |         |  |
| N.º                            | Título                                                        | Duração |  |
| 12.                            | "Sea of Fate (Versão orquestral)" (Lione, Turilli, Staropoli) | 3:54    |  |
| Duração total:                 | Duração total:                                                | 1:06:32 |  |

## Conceito
Há um medo crescente de guerra no horizonte para as terras encantadas. Os Discípulos da Ordem Negra estão reunindo seu exército para libertar seu Messias Negro há muito perdido, Nekron, de sua prisão, para liberar o puro mal e o caos sobre o mundo. Os magos da Ordem do Dragão Branco sentem isso. A Ordem dos Dragões Brancos está de posse do último dos sete livros negros de Nekron, que eles tiraram das terras sombrias depois de derrotar Nekron e bani-lo do mundo conhecido. Iras Algor, o primeiro mago da Ordem dos Dragões Brancos, e Etherus estavam estudando o sétimo livro por dias e noites sem fim, tentando decifrar as mensagens ocultas dentro dele. Eles finalmente fizeram uma descoberta dentro dos escritos; O livro branco sagrado escrito pelo anjo guerreiro, Erian, 5000 anos atrás, o que muitos acreditavam ser apenas uma lenda, realmente existia e que continha as respostas para a compreensão completa das terríveis profecias do sétimo livro negro de Nekron. No entanto, o livro havia sido tomado pelos senhores das terras sombrias quando derrotaram o exército das Planícies Nórdicas, 3.000 anos antes, na era da Lua Vermelha. Eles sabiam que o livro de Erian precisava ser encontrado e recuperado, pois era a única maneira de impedir Nekron de destruir o mundo.
A Ordem do Dragão Branco Convocou três indivíduos para este desafio; Khaas, Dargor e o Rei Élfico, Tarish. Com o mago Iras os liderando, os 4 juntos deveriam partir para encontrar o Livro de Erians e devolvê-lo à Ordem do Dragão Branco. Depois de uma longa jornada, eles chegam à vila de "Ainor". Foi lá que o mago Iras junto com o Mestre Feiticeiro, Erlien, estudaram muitos documentos antigos e roteiros de homens e elfos que haviam ocupado as Planícies Nórdicas, séculos antes. Após um estudo mais aprofundado, uma terrível descoberta foi revelada...
O resto da história continua em The Cold Embrace of Fear - A Dark Romantic Symphony...

## Paradas
| Paradas (2010) | Posição mais alta |
| -------------- | ----------------- |
| Austrália      | 58                |
| Bélgica        | 96                |
| Canadá         | 129               |
| Finlândia      | 35                |
| França         | 51                |
| Alemanha       | 33                |
| Grécia         | 11                |
| Itália         | 31                |
| Japão          | 41                |
| Coréia         | 69                |
| Espanha        | 81                |
| Suécia         | 53                |
| Suíça          | 39                |

## Integrantes
Rhapsody of Fire
- Fabio Lione – vocal
- Luca Turilli – guitarras, produção, arte da capa
- Alex Staropoli – teclados, produção, arte da capa
- Patrice Guers – baixo
- Alex Holzwarth – bateria

Integrantes adicionais
- Christopher Lee – narração
- Toby Eddington – narração
- Stash Kirkbride – narração
- Christina Lee – narração
- Marcus D'Amico – narração
- Simon Fielding – narração
- Susannah York – narração
- Manuel Staropoli – gravador barroco
- Søren Leupold – alaúde
- Bridget Fogle – vocais de soprano, vocais de coro

Coro
- Herbie Langhans, Previn Moore, Robert Hunecke-Rizzo, Thomas Rettke

Produção
- Sascha Paeth – mixagem, engenharia, edição, guitarras adicionais
- Olaf Reitmeier – engenharia, edição, guitarras adicionais
- Simon Oberender – engenharia, edição, vocais do coral
- Miro – masterização
- Karsten vom Wege – logo
- Felipe Machado Franco – arte da capa, fotografia
- Janina Snatzke – fotografia